# Al-Ghazal FC
Al-Ghazal Wau Football Club w skrócie Al-Ghazal FC – południowosudański klub piłkarski z siedzibą w Wau, występujący w pierwszej lidze południowosudańskiej.

## Sukcesy
- Puchar Sudanu Południowego[1]:
  - finał (2): 2014, 2018.

## Występy w afrykańskich pucharach
| Sezon | Rozgrywki           | Runda   | Kraj   | Klub         | Dom | Wyjazd | Dwumecz |
| ----- | ------------------- | ------- | ------ | ------------ | --- | ------ | ------- |
| 2015  | Puchar Konfederacji | wstępna | Egipt  | Petrojet FC  | 0–1 | 1–6    | 1–7     |
| 2016  | Liga Mistrzów       | wstępna | Zambia | ZESCO United | 0–1 | 0–2    | 0–3     |

## Stadion
Domowe mecze klub rozgrywa na stadionie o nazwie Wau Stadium, Wau, który może pomieścić 1000 widzów.